# M (serviço de metrô de Nova Iorque)

Serviço M
(Sixth Avenue Local)

Serviço M (Sixth Avenue Local) é um dos serviços (rotas) de trânsito rápido do metrô de Nova Yorque. Sobre os sinais de estações e de rota, e no mapa do metrô oficial deste serviço é marcado por uma etiqueta laranja (), porque em Manhattan esta rota utiliza a linha IND Sixth Avenue Line. Este serviço tem 36 estações em operação.